# Гней Аррий Антонин
Гней Аррий Антонин (лат. Gnaeus Arrius Antoninus) — государственный и военный деятель, а также поэт Римской империи второй половины I века, дед императора Антонина Пия.

## Биография
Антонин родился около 30/31 года в эпоху правления Тиберия. С июля по август 69 года он занимал должность консула-суффекта вместе с Авлом Марием Цельсом. В 78 году, в конце правления Веспасиана, Антонин находился на посту проконсула провинции Азия. Он был другом Нервы, при котором в 97 году второй раз был консулом-суффектом.
Антонин был старейшим консуляром в сенате после смерти Силия Италика около 101 года. В 105/106 году ему было примерно 75 или 76 лет. Антонин состоял в переписке с Плинием Младшим. Кроме того, он писал эпиграммы на греческом языке, которые Плиний Младший пытался перевести на латынь.
Супругой Антонина была Бойония Процилла. Его дочерьми были Аррия Антонина и Аррия Фадилла, вышедшая замуж за консула 89 года Тита Аврелия Фульва. В их браке родился сын, будущий император Антонин Пий. В правление Антонина Пия в честь Гнея Аррия была возведена статуя.